# 第十二届全国人民代表大会代表名单
中华人民共和国第十二届全国人民代表大会代表，由35个选举单位选举产生，任期由2013年3月至2018年3月。
以下列出2013年2月公布的中華人民共和國第十二届全国人民代表大会代表名单，代表共2987名。在选出的代表中，少数民族代表409名，占代表总数的13.69%，全国55个少数民族都有本民族的代表；归侨代表35名；连任代表1027名，占代表总数的34.38%。与十一届相比，妇女代表699名，占代表总数的23.40%，提高了2.07个百分点；来自一线的工人、农民代表401名（其中有31名农民工代表），占代表总数的13.42%，提高了5.18个百分点；专业技术人员代表610名，占代表总数的20.42%，提高了1.20个百分点；党政领导干部代表1042名，占代表总数的34.88%，降低了6.93个百分点。代表变动情况见末尾。
截至2017年12月27日，第十二届全国人民代表大会实有代表2898人。
2016年9月13日，为查处辽宁拉票贿选案临时召集第十二届全国人大常委会第二十三次会议，表决通过了关于辽宁省人大选举产生的部分十二届全国人大代表当选无效的报告，确定45名全国人大代表因拉票贿选当选无效（名单见代表变动情况）。

## 选举单位

### 北京市 （55名）
马旭（满族）、马振川、王万宾、王小珂（女，回族）、王文京、王尔乘、王全、王安顺、王岐山、王青海、王晓初、王铮、王蓉蓉（女）、方新（女）、邓中翰、冯乐平（女）、朱良玉、朱惠刚、刘忠军、刘晓晨、刘新成、闫傲霜（女）、池强、苏辉（女）、杜德印、李士祥、李大进、李昭玲（女）、李超钢、杨晓超、吴正宪（女，蒙古族）、吴世雄（满族）、吴碧霞（女）、怀进鹏、张大勇、张和平、陈吉宁、陈雨露、欧阳泽华、欧阳淞、周其凤、赵郁、赵凯、荣华（女）、段强、钱渊（女）、徐和谊（回族）、高小宏、高丽朴（女）、郭金龙、梁伟、韩晓武、程京、慕平、魏哲

### 天津市（43名）
于世平、万文雅（女）、马杰（女，回族）、马馼（女）、王献华、毛雁俊（女）、孔晓艳（女）、史莲喜（女）、包景岭、冯淑萍（女）、邢克智、刘凯欣、刘胜玉、闫希军、关牧村（女，满族）、许希、孙宝树、孙春兰（女）、李少平、李树起、李家俊、李盛霖、李朝兴、肖怀远、何志敏、张志强、张伯礼、张杰、张高丽、张继禹、陈永川、林铁钢、欧成中、周其林、周潮洪（女）、宗国英、黄兴国、龚克、窦树华、蔡继明、薛海英（女）、霍兵、穆祥友（回族）

### 河北省（126名）
于贵良、么志义、马誉峰、王义芳、王凤英（女）、王文忠、王刚、王志刚、王其江、王昌、王金亮、王学求、王宝山、王超、王增力、方丽平（女）、方建平、石克荣、龙庄伟（苗族）、卢庆国、史书娥（女）、付双建、丛斌、边发吉、邢国辉、毕建国、朱立秋（女）、朱守琛、朱浩文、刘大群、刘延东（女）、刘明忠、刘宝生、刘春香（女，回族）、闫立英（女）、闫光华（女）、米博华、安建、祁万利、孙文仲、孙纪木、杜庆申、李小亭（女）、李长庚、李兆廷、李志坚、李连贵、李沈明、李怀、李艳军、李振江、李增其、杨秀华（女）、杨建忠、杨雪岗、杨崇勇（满族）、杨新丽（女）、杨慧、吴振山、余卫平、冷继英（女）、宋恩华、宋福如、张云川、张凤梅（女）、张文汇、张庆伟、张庆黎、张汝财、张丽侠（女，回族）、张建恒、张淑芬（女）、张富民（满族）、张福利、陈国鹰、陈致慜（女）、邵喜珍（女）、范现国、尚金锁、明海、金春梅（女，满族）、孟兰芝（女）、赵风楼、赵玉江、赵治海、赵勇、赵曙光（满族）、胡翎（女）、哈明江（回族）、段铁力、信春鹰（女）、侯华梅（女）、侯亮、姜德果、祝淑钗（女）、袁红梅（女）、聂瑞平、贾春梅（女）、贾晋中、钱宗飞、高宏志、高淑珍（女）、高瑞华（女，满族）、郭云鹏、郭建仁、郭淑芹（女）、黄刚、萧玉田、曹宝华、梁伟建、葛会波、韩文臣、韩玉臣、程振维、焦彦龙、温秀玲（女）、靳灵展（女）、靳保芳、詹福瑞（满族）、褚现英、蔡东晨、蔡战胜、翟志海、霍兴文、魏少军、魏志民

### 山西省（70名）
丁雪峰、马凯、马瑞燕（女）、王云龙、王安庞、王润梅（女）、王清宪、王赋、左世忠、石文斌、申纪兰（女）、申联彬、申瑞涛（女）、白永红（女）、白景富、令狐安、朱晓明、任武贤、刘杰、刘建中、刘振所、刘蓉华（女）、李力、李小鹏、李正印、李武章、李政文、李栋梁、李秋喜、李晋平、李晓波、李瑞丰、杨司、杨林花（女）、杨庚宇、杨绍清、吴清海、辛琰（女）、沈建军（女）、张少琴、张平、张有喜、张红健（女）、张家胜、岳普煜、金道铭（满族）、郑连生、赵立欣（女）、胡苏平（女）、相里斌、柳树林、姚建民、袁玉珠、袁纯清、耿彦波、栗翠田、贾爱芹（女）、贾锁堂、高建民、郭凤莲（女）、郭新志（女）、常俊民、阎少泉（女）、董林、董栋（回族）、韩长安、谢红（女）、廉毅敏、熊继军、潘军峰

### 内蒙古自治区（58名）
马永胜、马瑞强、王凤朝、王君、王林祥、王保佳、云峰（蒙古族）、乌日图（蒙古族）、巴特尔（蒙古族）、邓月楼（蒙古族）、石磊、白晓光、冬云（女，蒙古族）、包满达（蒙古族）、冯玉臻、司艳华（女）、邢云、邢永明、朱瑞莲（女）、伊永春（女，蒙古族）、色音图（鄂温克族）、刘云山、刘俊臣、杜吉洲、李一飞、李春龙、李荣禧、杨飞云、何胜宝（鄂伦春族）、汪耳琪（女，满族）、张利平、张国兴、张学勤、呼尔查（蒙古族）、罗海棠（女，蒙古族）、胡达古拉（女，蒙古族）、胡瑞峰（女，蒙古族）、胡毅峰（蒙古族）、查嘎岱（女，蒙古族）、段志强（蒙古族）、侯凤岐、姜兰（女，蒙古族）、费东斌、秦义、索曙辉（达斡尔族）、郭丽虹（女）、郭启俊、郭炳胜、陶淑菊（女，蒙古族）、常军政、梁铁城（蒙古族）、朝克（鄂温克族）、傅永春、傅莹（女，蒙古族）、廉素、潘逸阳、额日登格日勒（女，蒙古族）、薛志国

### 辽宁省（102名）
于洪、于魁智（回族）、王文良、王正谱、王世伟、王占柱（蒙古族）、王守彬、王志学、王明玉、王金笛、王宝军、王建明、王春成、王珉、王顺、王俊莲（女）、王亮、王祖温、王桂芬（女）、王家娟（女）、毛丰美（满族）、方威、石光、包信和、包紫臣（蒙古族）、包瑞玲（女，蒙古族）、冯大中、冯玉萍（女）、宁桂玲（女）、曲宝学、吕树江（蒙古族）、朱景利、刘云文、刘凤海、刘芝旭、刘宏艳（女，蒙古族）、刘政奎、刘清莲（女，满族）、刘福祥、齐牧、许文有、孙寿宽、孙春山、李万才、李玉环（女，满族）、李东齐、李峰、李海阳、李景田（满族）、杨忠林（蒙古族）、杨敏（女）、肖声、吴野松、里景瑞（满族）、何著胜（满族）、佟志武、冷胜军、宋树新、张广宁、张文成、张玉坤（女）、张占宇（满族）、张兴凯、张国军、张素荣（女）、张振勇、张晓芳（女）、张铁汉、张铁民、陈政高、陈海波、陈温福、金占忠（满族）、孟凌斌（满族）、项晓云（女）、赵长义、赵国红（女）、柳长庆、姜秀云（女）、姚庭财、贺旻（女）、都本伟（蒙古族）、耿洪臣、高宏彬、高宝玉、郭光华、郭启勇、郭雷、唐双宁（满族）、黄泰岩、曹建明、常薇（女）、葛乐夫、韩有波（回族）、惠凯（满族）、谢文彦（满族）、谭文华、缪蒂生、潘学先、燕福龙、魏立东、蹇彪（满族）

### 吉林省（65名）
于中赤、万玲玲（女）、马俊清、王玉芝（女）、王民、王光军、王丽影（女）、王松鹤、王家骐、王常松、王儒林、车光铁（朝鲜族）、车秀兰（女）、尹彦利、巴音朝鲁（蒙古族）、石国祥（回族）、卢志民、田玉林、曲久辉、任克军、刘桂凤（女）、刘益春、闫少俊、安桂武、孙立荣（女，满族）、孙国伟、孙鹤娟（女）、苏俊、杜青林、李元元、李秀林、李相国、李树国、李彦群、李桢（女）、李辉、李景浩（朝鲜族）、杨扬（女）、杨克勤、杨绍华、别胜学、佟毅（满族）、邹继宏（女）、宋治平（女）、张启阳、金华（女，朝鲜族）、金育辉、金硕仁（朝鲜族）、郑亨日（朝鲜族）、宝音太（蒙古族）、赵静波、荀凤栖、柏广新、修福金、姜治莹、洪长有（回族）、聂文权、徐建一、高飞、郭乃硕、唐宪强、彭永林、谢忠岩、熊梅（女）、潘永兴

### 黑龙江省（93名）
王月清（女）、王东华、王冬光、王庆江、王丽梅（女）、王佐书、王金会、王波（女）、王树国、王津、王宪魁、王景海、王颖（女）、王殿贵、方同华、付华廷、冯燕（女）、吉炳轩、朴广钟（朝鲜族）、朱德义、刘东辉、刘国中、刘蕾（女，赫哲族）、关彦斌（满族）、那辉（女，满族）、孙喆、孙斌、苏艳霞（女）、李亚兰（女）、李延芝（女）、李庆河、李忠军、李泽林、李勇、李海涛、李培忠、杨天夫、杨孝义、杨震、宋希斌、张日红（女，朝鲜族）、张升、张亚英（女）、张志祥、张伯里、张述元、张雨浦（回族）、张宝文、张恩亮（满族）、陆标、陈述涛（满族）、武凤呈、林宽海、易连军（女）、罗涛、岳国君、周玉环（女）、周有财、郑功成、单增庆、孟建柱、赵少华（女，满族）、赵君、赵革、赵敏（女）、姜万春、费聿玲（女）、夏立华（女）、夏向庆、徐明、徐泽洲、殷秀梅（女）、高广生、高永、高志杰、高环（女）、高春艳（女）、郭新双、梅章记（满族）、崔龙吉（朝鲜族）、符凤春（女）、盖如垠、隋凤富、隋熙明、董配永、董辉（蒙古族）、韩冬炎、韩立华、焦云、褚艳芳（女）、静波、谭志娟（女）、翟友财

### 上海市（59名）
习近平、马兰（女）、马须伦、王乃坤（女）、王均金、王战、王霞（女，蒙古族）、冯军、冯英（女）、朱之文、朱志远、朱国萍（女）、朱雪芹（女）、刘卫国、许罗德、孙宪忠、孙跃明、花蓓（女，回族）、严诚忠、李扬、李林、李斌、李碧影（女）、杨迈军（白族）、杨雄、何文波（满族）、应勇、沈志刚、张全、张兆安、张维华、陈戌源、陈旭、陈和生、陈振楼、陈晶莹（女）、邵志清、林荫茂（女）、金东寒、金锋、周振波、施超、姚海同、贾伟平（女）、顾晋、顾逸东、徐小平、徐麟、殷一璀（女）、奚美娟（女）、黄迪南、曹可凡、盛亚飞、葛俊杰、韩正、骞芳莉（女）、廖昌永、樊芸（女）、魏佑江

### 江苏省（150名）
丁荣余、于学军、于铁民、万建民、王广基、王芳（女）、王利平、王明伟、王咏红（女）、王敏（女）、王静成、王燕文（女）、史和平、白力群、邢定钰、权太琦（女）、毕于瑞、曲福田、朱平、朱民、朱民阳、朱克江、朱国平、朱昌耀、朱虹（女）、朱晓明（女）、朱善萍（女）、乔晓阳、庄毓敏（女）、刘卫高、刘玲（女）、刘锦兰、刘璠、闫丽娟（女）、许前飞、孙志军、孙秀芳（女）、孙国庆（女）、孙家广、孙飘扬、严隽琪（女）、苏珍（女）、杜国玲（女）、李小敏、李叶红（女）、李生、李学勇、李甦雁（女）、李晴、李智勇、李源潮、杨省世、杨群、杨震、肖伟、吴沛良、吴国平、吴晓蓓（女）、何权、何达平、何健忠、余瑞玉（女）、邹建平、沙家豪（回族）、沈进进、沈健、张卫国、张元贵、张红（女）、张国华、张秋香（女）、张艳（女）、陆亚萍（女）、陆春云、陈云华、陈丽芬（女）、陈若琳（女）、陈绍泽、陈家宝、陈骏、陈蒙蒙、陈锦石、陈静瑜、陈鑫、武继军、苗毅、林志梅（女）、林祥国、易红、罗进（女）、罗志军、季建业、金征宇、周乃翔、周立成、周岚（女）、周易、周学东、周素明、周善红、单业才、赵日峰、赵亚夫、胡玫（女）、胡明（女）、昝圣达、姜曦晖、宣晓泉、姚晓东、秦光蔚（女）、秦真岭、袁寿其、顾云岭、钱月宝（女）、钱海鑫、倪涛、徐一平、徐长江、徐安、徐如俊、徐鸣、徐荣春、徐郭平、徐镜人、殷云飞、高德康、高毅进、曹勇、盛光祖、崔向群（女）、崔桂亮、崔根良、崔铁军、葛菲（女）、董才平、蒋宇霞（女）、蒋宏坤、蒋婉求（女）、蓝绍敏、窦希萍（女，满族）、蔡昉、裴昌彩（女）、翟虎渠、缪协兴、樊金龙、颜开、潘建华、衡新、戴雅萍（女）、魏国强

### 浙江省（96名）
丁列明、马荣荣、王月英（女）、王文娟（女）、王永康、王鸣、王金财、王挺革、王胜明、尤小平、车晓端（女）、方中华、方青（女）、叶飞帆、叶新华、冯长根、吕华荣（女）、吕祖善、吕彩霞（女）、朱张金、刘奇、齐奇、许江、许忠明、许婷（女）、孙勤、李令红、李玲蔚（女）、李科平、李强、杨卫、杨晓霞（女）、杨梧、吴东良、吴顺江、吴蔚荣、邱光和、沈仁康、沈跃跃（女）、沈琪芳（女）、宋伟、张天任、张华明、张德江、陈十一、陈乃科、陈云龙、陈进平、陈利众、陈金彪、陈保华、陈剑平、陈振濂、陈笑华（女）、陈爱莲（女）、陈海啸、陈腊英（女）、姒健敏、邵占维、邵宁、茅临生、林垂午、林燚（女）、金长征（女，回族）、周国辉、郑玉红（女）、郑坚江、郑继伟、郑雪君（女）、宗庆后、郎胜、赵丰、胡季强、钟天华、俞学文、洪航勇、夏宝龙、柴利能、钱建民、徐东香（女）、徐加爱、徐秋芳（女）、徐爱华（女）、黄作兴、黄锦朝、曹克坚、崔巍（女）、葛明华、蒋省三、傅企平、鲁俊（女）、蓝伶俐（女，畲族）、虞纯（女）、薛少仙、戴天荣、瞿佳

### 安徽省（113名）
丁宏锁（女）、于一苏（女）、于勇、王亚非、王明胜、王金山、王金富、王彪、王翠凤（女）、韦江宏、牛弩韬、方西屏、孔祥喜、卢凌（女）、叶世渠、白金明（满族）、毕小彬、朱海燕（女）、朱维芳（女）、任海深、刘汉如、刘庆峰、刘丽（女）、刘忠范、刘振伟、刘琴（女，回族）、刘德培、江波、安进、许戈良、许宝成、许继伟、孙兆奇（回族）、纪冰、杜应流、李扬、李红（女）、李明、李爱青、李祥斌、李斌（女）、李霞（女）、杨亚达（女）、杨杰（女）、杨剑波、杨桂生、杨敬农、吴友胜、吴光纯（女）、余林、汪宏坤、汪洋、沈强、宋礼华、宋国权、张庆军、张坚、张宝顺、张晓麟、张涛、张祥安、张韶春、张曙光、陆胜祥、陈平、陈光辉、陈肖静（女）、陈学东、陈琼（女）、罗平（女）、罗建国、金会庆、庞丽娟（女）、郑永飞、郑孝和、郑杰、郑晓燕（女）、赵皖平、赵馨群（女）、胡大明（女）、胡连松、侯建国、侯淅珉、姚民和、贺海涛、耿学梅（女）、夏玉发、夏玉洁（女）、钱念孙、倪永培、徐进、徐淙祥、高亚飞、高莉（女）、郭文叁、陶群南（女）、曹勇、崇泉、彭伟平（女）、彭寿、蒋厚琳（女）、韩再芬（女）、韩军、锁炳勋（回族）、程恩富、谢广祥、虞爱华、詹夏来、臧世凯、缪学刚、薛江武（女）、薛颖（女）、檀结庆

### 福建省（68名）
丁世忠（回族）、马新岚（女）、王光远、王美香（女）、尤权、车尚轮、邓力平、邓文山、邓本元、叶双瑜、付贤智、刘可清、刘德章、许世辉、严以新、苏文金、苏树林、苏增添、李川、李礼辉、李振生、李新炎、杨益民、杨海、吴洪芹（女）、张玉珍（女）、张兆民、张志南、陈乃武、陈文斌、陈军伟、陈秀榕（女）、陈国鹰、陈斯喜、陈紫萱（女）、林和星、林欣欣（女）、林宝金、林腾蛟、周联清、郑奎城、郑新聪、赵洪祝、赵静（女）、钟雪玲（女，畲族）、洪杰、袁锦贵、夏鹏、倪英达、徐谦、翁国星、郭军（女）、黄小晶、黄少萍（女）、黄志峰、黄蕾（女，高山族）、章联生、梁建勇、焦念志、舒婷（女）、曾云英（女）、曾静萍（女）、谢利英（女）、谢智波、蔡金垵、滕秀兰（女）、戴仲川、魏岚（女）

### 江西省（81名）
马志武（回族）、王运才、王毅、邓辉、甘良淼、龙红（女）、龙国英（女）、龙波舟、卢金生、兰念瑛（女，畲族）、刘三秋（女）、刘水生、刘昌林、刘铁流、刘捷、江香梅（女）、孙晓山、严纯华、苏荣、李利、李春燕（女）、李保民、杨慧芝（女）、肖利平、吴英（女）、邱新海、何建洋、何炳钦、余枫、余梅（女）、冷新生、张忠厚、张和平、张金涛、张定龙（回族）、陆永兰（女）、陈卫民、陈世春、陈立国、陈达恒、陈安众、陈志胜、陈俊卿、陈康平、林印孙、尚勇、明经华（女）、罗胜联、周文斌、周俊军、周毅、郑伟、赵白鸽（女）、胡世忠、胡振鹏、胡梅英（女）、胡淑萍（女）、胡强、钟志生、钟崇武、侯玉雯（女）、洪礼和、秦红三、桂千金（女）、倪百祥、徐桂芬（女）、徐毅、殷美根、凌成兴、唐晓、黄长林、黄代放、梅国平、鹿心社、阎钢军、蒋斌、喻春梅（女）、傅琼华（女）、虞国庆、蔡洪滨、潘东军

### 山东省（175名）
丁玉华、卜昌森、于国安、于金明、才利民（满族）、万连步、马传先（女，回族）、马泽华、马效坤、王士岭、王云鹏、王文华、王书平、王有德、王刚、王廷江、王守东、王志中、王良、王金书、王法亮、王钦峰、王信、王勇、王桂波、王晓、王爱国、王凌（女）、王银香（女）、王随莲（女）、王辉、王瑞霞（女，回族）、王巍、牛宝伟、仇冰玉、方才臣、申长友、白泉民、丛强滋、达建文、毕宏生、吕明辰、庄文忠、刘义发、刘凤（女，蒙古族）、刘君、刘国田、刘学景、刘宗利、刘荣喜（回族）、刘晓静（女）、刘新国（蒙古族）、刘嘉坤、刘曙光、江林昌、江保安、许振超、孙丕恕、孙伟（女）、孙伟、孙明波、孙建博、孙爱军、孙继业、孙菁（女）、孙焕泉、麦康森、杜传志、杜振新、李长青、李同道、李安喜、李克强、李玮、李建华、李建国、李绍霞（女）、李香玲（女）、李晓霞（女）、李雪芹（女）、李惠东（回族）、李湘平、李登海、李路、杨子强、杨伟程、杨宜新、杨鲁豫、吴鹏飞、邱亚夫、邹兵、沙元菊（女，回族）、沈志强、沈春耀、宋文新（女）、宋心仿、宋作文、张士平、张才奎、张术平、张务锋、张永明、张光峰、张志勇、张武宗、张鸣起、张学信、张建华、张思夏、张艳丽（女）、张桂玉、张淑琴（女）、张惠（女）、张新起、陆海霞（女）、陈先运、陈雪萍（女）、陈喜庆、陈颖（女）、邵仲毅、邵峰晶（女）、林峰海、卓长立（女）、尚瑞芬（女）、金兰英（女，回族）、周云杰、周厚健、周洪江、周惠（女）、宗成乐、宛秋生（回族）、赵冬苓（女）、赵志全、赵步长、赵胜轩、赵素华（女）、赵爱华（女）、赵联冠、赵毅新（女）、郝翠娟（女）、荣兰祥、胡桂花（女）、柏继民、姜大明、姜卫东、姜异康、姜健（女）、宫明杰、姚建年、袁仲雪、袁敬华（女）、徐长玉、徐金鹏、徐承秋、徐显明、徐清（女）、徐景颜、凌沛学、高明芹（女）、郭金才、郭爱玲（女）、唐一林、黄秀玲（女）、梅永红、曹金萍（女）、董雅娟（女）、景新海、程林、焦文玉（女）、温孚江、雷建国、谭旭光、翟鲁宁（女）、穆范敏、戴瑞德

### 河南省（172名）
万隆、马文芳、马玉璞、马正兰、马林青、马懿（回族）、王有利、王刚、王宇燕（女）、王陇德、王明义、王战营、王绣（女）、王梦恕、王银良（回族）、王朝阳、王锋、王鹏杰、王馨（女）、毛杰（女）、尹中卿、孔凡群、邓凯、卢展工、申振君、白红战、吉炳伟、吕金虎（回族）、朱文臣、朱正栩（女）、朱伟、朱孟洲、朱夏炎、乔秋生、乔彬、乔新江、任秀荣（女）、任沁新、刘卫星、刘文新、刘志华（女）、刘国庆、刘春良、刘满仓、羊毅（女，回族）、关爱和、江帆、汤玉祥、安康、许为钢、孙立坤、孙耀志、买世蕊（女，回族）、李士强、李长杰、李亚萍（女）、李光宇、李伟、李克（壮族）、李连成、李英杰、李金枝（女）、李柏拴、李柳身、李根、李留法、李海燕（女）、李崇、李琦（女）、李联五、李勤（女）、李新华、李慎明、杨丽萍（女）、杨盛道、杨雪梅（女）、吴元全、余学友、沈涛、宋丰年、张大卫、张龙安、张立勇、张全收、张军邦、张国晖、张泽保（回族）、张泽群、张晓阳、张倩红（女）、张清海、张琼（女）、张瀛岑、陈国桢、陈泽民、陈建生、陈祥恩、陈雪枫、武予鲁、范立新、范海涛、郅慧（女）、罗辉、岳文海、周弘（女）、周国允、周春艳（女）、周森、郑永扣、郑有全、孟伟、赵乐际、赵启三、赵明恩、赵素萍（女）、赵振辉、赵剡水、赵海燕（女）、郝萍（女）、胡葆森、钟建英（女）、施一公、姜明、姚忠良、秦玉海、袁江华（女）、夏杰（女，回族）、钱国玉、徐光春、徐济超、徐晓（女）、徐筱芗（女）、徐德全、凌解放、高西庆、高阿莉（女）、郭现生、郭庚茂、郭建华（女）、郭洪昌、郭振甫、唐祖宣、黄玉清（女）、黄布毅（女）、黄艳（女）、曹卫洲、曹存正、曹维新、盛国民、崔小田（女）、梁铁山、董中原、蒋忠仆、景柱、储亚平、释永信、游吟歌（女，土家族）、谢旭人、谢经荣、雷雪芹（女）、蔡宁、裴春亮、廖华歌（女）、熊维政、樊会涛、樊进军、薛景霞（女）、霍金花（女）、穆为民、戴松灵、魏小东、魏明

### 湖北省（118名）
丁小强、丁焰章、于革胜、万卫星、万勇、万鄂湘、马永胜、马新强、王文童、王光国（土家族）、王红玲（女）、王国生、王国斌、王金初（女）、王晓东、王涛、毛日峰、尹正民、邓秀新、邓崎琳、邓智毅、左绪文、卢国祥、叶昌保、冯云乔、冯丹（女）、吕忠梅（女）、朱宁、朱弟雄、刘江超、刘运梅（女）、刘英姿（女）、刘祥、刘雪荣、刘超（女）、刘雅鸣（女）、刘锦秀（女）、江寿林、池莉（女）、孙开林、孙玉秋（女）、孙东林、孙健、芮跃华、苏晓云（土家族）、李乐成、李建明、李春明、李莉（女）、李晓红、李健、李培根、李鸿忠、李静（女）、杨天然（土家族）、杨先龙、杨波、杨泽柱、杨俊（女）、杨晓波、杨琴（女，土家族）、吴少勋、别必雄、佘鲁林、辛喜玉（女）、汪亚平、张柏青、张桂华、张晓山、张维国、张琼（女，土家族）、张德华、陈义龙、陈凤翔、陈华元、罗功英（女）、罗清泉、周宝生、周建元（女）、周洪宇、周森锋、胡胜云、胡霜红（女）、柯俊、俞正声、姚胜、姚鹃（女）、秦顺全、顾海良、徐平、殷兴山、高敬佩（女，苗族）、郭生练、郭永宏、郭粤梅（女）、唐良智、唐玲玲（女）、唐冠军、黄俊（女）、崔光磊、章锋、彭明权、董祚继、敬大力、韩进、辜胜阻、程少云（女）、程理财、傅振邦、童国华、谢余卡、蔡宏柱、蔡学恩、谭之平（女，土家族）、谭功炎、谭伦蔚、熊召政、滕刚

### 湖南省（119名）
于来山、王力、王学东、王斌、王填、王群、邓三龙、龙飞凤（女，瑶族）、龙秋华、卢平（女）、叶文智、田儒斌（土家族）、史耀斌、圣辉、朱国军（土家族）、朱建民、伍冬兰（女）、向平华（土家族）、刘正军、刘平建、刘国忠、刘定军、刘绍英（女）、刘翔浩、刘德辉、刘潭爱、齐振伟、许仲秋、许菊云、阳国秀（女）、阳祖耀、李小红（女）、李华、李江、李建新、李适时、李晖（女）、李维建、李湘岳、李福利、杨绍军、杨莉（女）、杨娟娟（女）、杨淑娣（女，苗族）、肖安江、吴正有（苗族）、吴世忠、吴向东、吴金水、吴浩、何彬生、何寄华、沈绿叶（女，苗族）、张平、张自银、张青娥（女）、张苹英（女，土家族）、张剑飞、张晓庆（女）、陈文浩、陈代富、陈豪、陈肇雄、欧阳昌琼、欧阳赏莲（女）、卓新平（土家族）、易鹏飞、罗双全（女）、罗和安、罗祖亮、周建雄、周海兵、周强、郑砚国、屈胜（女）、赵永平、赵丽莎（女）、胡子敬、胡旭曦、胡忠雄、胡建文、胡衡华、钟发平、种衍民、姚媛贞（女，土家族）、秦希燕、徐守盛、郭建群（女，苗族）、黄小玲（女）、黄志明、黄伯云、曹慧泉、龚建明、龚曙光、康为民、彭国甫、彭建武、蒋秋桃（女）、傅莉娟（女）、鲁胡子、鲁贵卿、游劝荣、谢子龙、谢勇、谢超英、谢辉、蒙兰凤（女，侗族）、赖小民、赖明勇、雷冬竹（女）、路建平、詹纯新、廖仁斌、潘桂妹（女）、潘润兰（女）、戴海蓉（女，土家族）、戴碧蓉（女）、魏旋君（女）、瞿海（苗族）

### 广东省（160名）
马化腾、马兴田、马纲领、王中丙、王如松、王玲娜（女）、王惠群、王景武、王筱虹（女）、邓振龙、艾学峰、龙芳（女）、卢馨（女）、叶国先、丘志勇、丘杏红（女）、白天、白志健、宁远喜、司献民、吕滨、朱小丹、朱列玉、伍锦棠、向晓梅（女）、庄建、刘小权（女）、刘伟、刘志强、刘忠平、刘绍喜、刘悦伦、江凌、江源波（女）、许宁生、许亚非、许勤、麦庆泉、李小勇、李义虎、李飞、李文新、李东生、李永良、李永忠、李刚、李庆雄、李兴华、李杏玲（女）、李丽丽（女）、李林楷、李秉记、李春洪、李淑明（女）、李瑞伟、肖志恒、吴大明、吴青（女）、吴鸿、吴紫骊、何东平、何宁卡、何桂芳（瑶族）、何晔晖（女）、余夕志、余子权、余天亮、汪南东、宋丽萍（女）、张传卫、张红伟、张利钿、张招兴、张国权、张育彪、张桂芳、张晓明、张群英（女）、陈小川（女）、陈小华、陈丹、陈东、陈伟才、陈华伟、陈丽华（女）、陈良贤、陈建华、陈奕威、陈敏（女）、陈舒（女）、陈瑞爱（女）、苑少军、范冬萍（女）、林水栖、林新华、欧广源、卓志强、明生、易凤娇（女）、罗伟其、罗远芳（女）、周天鸿、周波、周奕丰、周海波、冼润霞（女）、庞国梅（女）、郑人豪、郑红、郑鄂、孟祥凯、赵东花（女）、赵雪芳（女，瑶族）、胡苇（女）、胡春华、柯云峰、钟南山、贺优琳、袁志敏、袁利群（女）、袁宝成、袁桂彬、倪惠英（女）、徐少华、徐龙、徐建贤、翁一岚（女）、郭锋、黄龙云、黄宁生、黄华华、黄阳旭、黄丽蓉（女）、黄建平、黄细花（女）、黄炳章、黄海燕（女）、黄琨、崔真基、梁凤仪（女）、梁志毅、梁毅民、梁耀辉、彭建文、董明珠（女）、韩春剑、覃春辉（女，壮族）、鲁修禄、曾志权、曾香桂（女）、温鹏程、谢舒雯（女）、赖坤洪、雷于蓝（女）、雷军、雷晓凌（女）、谭君铁、熊锦梅（女）、潘皓炫、戴振秋

### 广西壮族自治区（90名）
马飚（壮族）、王凯、王碧含、韦飞燕（女，壮族）、韦丽萍（女，壮族）、韦国邱（壮族）、韦柳春（女，壮族）、韦秋利（壮族）、牙庭科（壮族）、邓先（壮族）、甘善泽（壮族）、甘精华（女，壮族）、龙丽萍（女，壮族）、卢奇能（女，壮族）、卢献匾（壮族）、白希（满族）、冯碧红（女，壮族）、朱学庆、朱逢民、朱惠英（女）、向惠玲（女，壮族）、危朝安、许淑清（女）、农卫红（女，壮族）、阮爱兴（京族）、苏家红（壮族）、李宁波、李永林、李志刚、李连宁、李欣蓉（女，壮族）、李敏（女，壮族）、李康（女，壮族）、李森（壮族）、杨小平、杨和荣、杨道喜、肖莺子（女，壮族）、吴永春（侗族）、吴恒、何辛幸、余仁春（壮族）、张千里（满族）、张振玉（壮族）、张福维（壮族）、陈仲、陈武（壮族）、陈保善（壮族）、林武民（瑶族）、罗朝阳（壮族）、罗殿龙（壮族）、周异决（壮族）、周红波、周建军、周家斌、郑俊康、赵德明（瑶族）、钟志英（女）、祝雪兰（女，瑶族）、莫小莎（女，壮族）、莫小峰（女，壮族）、莫恭明、晏平、郭声琨、唐农、唐锦波（壮族）、黄方方（壮族）、黄伟京、黄克（壮族）、黄启江（壮族）、黄超（女，壮族）、黄道伟、崔智友、银邦克（仫佬族）、阎保平（女）、梁丽娜（女）、梁胜利（壮族）、彭清华、蒋锦坤（苗族）、覃建宁（女，壮族）、程克、谢世梅（女，苗族）、谢显术、蓝春桃（女，瑶族）、蓝锋杰（壮族）、赖学佳、谭梦曦（毛南族）、樊一平（壮族）、潘夏莉（女，瑶族）、戴波

### 海南省（25名）
卫留成、王勇、王雄（黎族）、邓泽永（苗族）、吉明江、吕薇（女）、李国梁、李建保、杨洁篪、肖杰、余永华、张磊、林回福、林美娟（女，黎族）、罗保铭、周公卒、郝如玉、钟春燕（女）、倪强、高之国、黄月芳（女，黎族）、符兴、符跃兰（女，黎族）、蒋定之、戴金益

### 重庆市（61名）
马正其、马忠源、王元楷（苗族）、王海燕（女）、王鸿举、冉冉（女，土家族）、冯跃、刘占芳、刘希娅（女）、刘建忠、刘钟俊、刘群、闫小培（女）、汤宗伟、孙政才、孙晓梅（女）、杜黎明、李建春、李秋（女）、李祖伟、李晋（女）、杨帆（女）、杨宏伟、吴亚军（女）、吴政隆、何平、何谦、余敏（女）、沈金强、沈铁梅（女）、张轩（女）、张洪川（女，苗族）、张楀（女，苗族）、陈光国、林建华、罗明、周光权、周琦（女）、郑尚伦、孟庆强、胡际权、袁志伦、钱锋、郭向东、唐林、唐洪军、涂建华、黄云、黄奇帆、崔坚、董书民、韩建敏（女）、韩德云、程东红（女）、程德宏、释身振、谢小军、谢德体、廖庆轩、廖晓军、谭栖伟（土家族）

### 四川省（148名）
于伟、王一宏、王少雄、王东明、王东洲、王宁、王安兰（女，羌族）、王劲、王明容（女，苗族）、王明雯（女，彝族）、王晓州、王海林、王海萍（女）、王菲、王彬、王铭晖、王麒（女）、邓川、邓全忠、甘道明、左万军、石岷嘉（女）、石柯、甲登·洛绒向巴（藏族）、包惠（女）、成甦、任永昌、仰协（女）、向东、刘玉顺、刘永好、刘守培、刘奇葆、刘革新、刘捷、刘道平、刘强、江善明、许建南（女）、孙传敏、孙明（女）、孙振田、苏泽林、李广元、李屹、李旭（女，彝族）、李晓华（女）、李家明、李嘉（女）、杨邦杰、杨松柏、杨佳鹏（女）、肖凤合、吴应禄、吴泽刚（藏族）、吴新春（女）、何华章、何学彬（女）、何俊明、何健、余开源、汪其德、宋良华（女）、宋朝华、张正贵、张东升（藏族）、张克俭、张作哈（彝族）、张雨东、张国富、张树平、张剡、张崇和、张德明、阿来（藏族）、陈文华、陈越良、陈智林、陈新有、陈燕（女）、英措（女，藏族）、林书成、林红（女，藏族）、易家祥、罗春梅（女，彝族）、罗艳（女）、罗凉清（彝族）、罗勤宏、罗霞（女）、金钢、周晓强、周喜安、郑晓幸、赵相革、赵勇、赵爱武（女）、赵萍（女）、柯尊洪、柳斌杰、钟勉、钟勤建、侯一平、侯义斌、侯晓春、侯蓉（女）、洪建胜、姚义贤、骆云莲（女，彝族）、秦福荣、耿福能、莫文秀（女）、栗东生、徐进、徐建群（女）、高先海、高翔、郭红梅（女）、唐历、唐利民、唐桥、唐群容（女）、益西达瓦（藏族）、涂文涛、黄光伟、黄顺福、黄彦蓉（女）、黄润秋、黄新初、康永恒、彭琳、彭渝、葛红林、蒋巨峰、蒋仁富、蒋辅义、程并强、傅勇林、曾省权、谢开华、谢和平、蒲俐（女）、赖大福、简勤、管爱国、樊萍（女）、潘成英（女，彝族）、魏宏、魏琴（女）

### 贵州省（73名）
王术君、王伟、王秉清、王炳深、王继超（彝族）、王菁（女，布依族）、毛有碧（女）、石宗源（回族）、龙长春（苗族）、龙超云（女，侗族）、卢云辉、包克辛、向红琼（女，苗族）、刘乔英（女，布依族）、刘远坤（苗族）、孙华璞、花全（布依族）、李权忠、李再勇（仡佬族）、李岷、杨贵新（女，侗族）、杨洪波、杨爱东（女，侗族）、束晓梅（女）、吴明兰（女，布依族）、吴晓灵（女）、何刚、张加春（水族）、张国英（女，土家族）、张忠民、张柏楠、张健、张群山、陈卫东、陈中、陈昌旭、陈敏尔、邰顺军（苗族）、欧阳黔森、罗玉平、罗宁（女）、罗亮权（苗族）、周建琨、郑维勇（仡佬族）、郑强、屈庆麟、赵克志、胡荣忠、胡瑞忠、姚晓英（女）、袁仁国、袁本朴（土家族）、袁周、栗战书、夏庆丰、唐世礼（女，布依族）、唐斯庆、陶华碧（女）、黄惠玲（女，布依族）、阎建国、梁文同（侗族）、彭森、舒明勇（布依族）、禄智明（彝族）、谢泉、谢强、蒙启良（苗族）、楚海涛、雷艳（女，苗族）、鲍家科、蔡群（女，苗族）、廖飞（苗族）、魏永柱

### 云南省（91名）
寸茂鸿、寸敏（女，白族）、王长勇、王田海、王明辉、王树芬（女，藏族）、王喜良、仇和、方文信（傣族）、方连英（女，彝族）、孔垂柱、邓前堆（怒族）、邓瑞（女，瑶族）、白保兴（彝族）、白恩培、他盛华、朱绍明、任剑铮、自贵菊（女，彝族）、刘柏盛、江农（女，哈尼族）、许虹（女）、许海、阮永川、李文荣、李四明（傈僳族）、李光成（苗族）、李光惠（女）、李江（女）、李红民（女，彝族）、李红梅（女，白族）、李纪恒、李松泉（拉祜族）、李学林、李烨（哈尼族）、杨甫旺（彝族）、杨劲松（女，纳西族）、杨明、杨宗亮（壮族）、杨艳（女，德昂族）、杨琼（女，苗族）、杨晶（蒙古族）、杨福生（哈尼族）、吴松、何华（白族）、何金平（白族）、余秀芝（女，傈僳族）、余麻约（景颇族）、宋万永、张正武、张纪华、张学群、张贵忠（哈尼族）、张桂柏、陈文琴（女，彝族）、陈科含（女，回族）、陈爱林、武冬立、范华平、罗红江（傣族）、罗金玲（女，彝族）、和良辉（纳西族）、岳跃生、周振海、夜礼斌（彝族）、郑玉歆、单良鸿（彝族）、赵云柱（彝族）、赵立雄（白族）、赵坚（女，傣族）、胡阿罗（女，彝族）、段秀英（女，独龙族）、饶南湖（女）、秦光荣、秦丽云（女，傣族）、袁驷、晏友琼（女）、钱德伟、铁飞燕（女，回族）、倪月红、高燕（女，彝族）、资艳萍（女，基诺族）、黄文武（壮族）、黄政红（藏族）、曹红梅（女，阿昌族）、龚敬政（傣族）、董华、锁飞（回族）、鲍红艺（女，佤族）、赛勐（布朗族）、熊元德（普米族）

### 西藏自治区（20名）
丁仲礼、王沪宁、云丹（藏族）、扎西央金（女，珞巴族）、平措（藏族）、白玛曲珍（女，门巴族）、白玛赤林（藏族）、加永尼玛（藏族）、向巴平措（藏族）、次旺仁增（藏族）、红卫（藏族）、吴英杰、陈全国、旺堆（藏族）、洛桑旦巴（藏族）、洛桑江村（藏族）、格桑卓嘎（女，藏族）、郭毅力、益西卓嘎（女，藏族）、常小兵

### 陕西省（70名）
上官吉庆、王西林、王军、王春新、王勇超、王莉霞（女，蒙古族）、王晨、王曼利（女）、王福豹、方玮峰、户思社、叶瑜（女）、史贵禄、冯月菊（女）、朱静芝（女）、华炜、刘小萍（女）、刘宽忍、江泽林、孙其信、孙俊良、孙清云、孙维（女）、李梅（女）、李朝鲜、杨丰岐、杨冠军（回族）、杨海明、宋洪武、张文堂、张富汉、陆治原、陈分新、陈竺、陈超、周卫健（女）、周喜玲（女，回族）、赵正永、赵季平、赵超、胡太平、胡春霞（女）、胡润泽、姜锋、娄勤俭、祝学军（女）、贾旭芝（女）、徐明正、徐新荣、徐群贤、徐德龙、高岭、郭汶霞（女）、郭社荣、郭青、唐军、黄俊（女）、黄晓平、曹晶、阎庆文、梁宏贤、董军、蒋庄德、韩宝生、喻新强、蒲长城、雷温芳（女）、谭永华、熊群力、燕君芳（女）

### 甘肃省（54名）
马世忠、马百龄（回族）、马光明（回族）、马尚英（东乡族）、马建苹（女，回族）、马雪花（女，保安族）、王三运、王胜俊、王镇环（女）、毛生武（藏族）、石寿芳、田成、白忠华（女，回族）、冯杰、邢伟志、吕惠嫱（女）、朱纪、刘永富、刘伟平、刘德树、许锡龙、李家民、杨正平、杨东、连辑、吴云天、何丽霞（女）、张令平、张惠萍（女）、张勤和、陆武成、陆浩、陈伟（女）、陈传书、陈克恭、罗笑虎、周绪红、周强、郑亚军、赵春、赵满堂、胡浩、洪润清（女）、洪毅、夏红民、郭玉芬（女）、常海霞（女，裕固族）、康仁、梁明远（藏族）、彭长城、雷通霞（女）、虞海燕、路志强、嘉木样·洛桑久美·图丹却吉尼玛（藏族）

### 青海省（22名）
王予波、王玉虎（藏族）、王勇、邓晓辉、尼玛卓玛（女，藏族）、毕生忠、任茂东、任建新、刘莉（女）、李小松、何峰（土族）、宋宝善、宗贻平、拜秀花（女，回族）、骆惠宁、诺卫星（蒙古族）、诺尔德（藏族）、娘毛先（女，藏族）、韩永东（撒拉族）、程苏（女）、强卫、穆东升（回族）

### 宁夏回族自治区（21名）
马力（回族）、马三刚（回族）、马玉花（女，回族）、马汉成（回族）、马瑞文（回族）、王正伟（回族）、王永耀、王庆喜、王和山、白尚成（回族）、刘慧（女，回族）、吴仕民、张八五、张仙蕊（女）、张毅、陈昌智、陈建国、罗春桃（女）、徐力群、雍瑞生、蔡万源

### 新疆维吾尔自治区（60名）
乃依木·亚森（维吾尔族）、王昌顺、王健、木太力甫·吾布力（维吾尔族）、车俊、牙生·吐尔逊（维吾尔族）、巴合旦古丽·扎提（女，哈萨克族）、艾力更·依明巴海（维吾尔族）、艾则孜·木沙（维吾尔族）、艾斯海提·克里木拜（哈萨克族）、古丽努尔·买买提（女，维吾尔族）、史建勇（蒙古族）、尼相·依不拉音（维吾尔族）、吉尔拉·衣沙木丁（维吾尔族）、刘志、刘新齐、刘新胜、齐保文、那布拉夏·胡加洪（塔吉克族）、买买提明·牙生（维吾尔族）、买买提依布热依木·买买提明（维吾尔族）、麦尔丹·木盖提（维吾尔族）、玛依努尔·尼亚孜（女，维吾尔族）、苏力坦·加依纳克（柯尔克孜族）、李学军、李建国、杨琴（女，回族）、吾守尔·斯拉木（维吾尔族）、丽娜（女，俄罗斯族）、何慧星、沙尔合提·阿汗（哈萨克族）、沈岩、张春贤、阿不都拉·阿巴斯（塔塔尔族）、阿不都热克甫·吐木尼牙孜（维吾尔族）、阿迪力·吾休尔（维吾尔族）、努尔·白克力（维吾尔族）、武钢、迪丽娜尔·阿不都拉（女，维吾尔族）、周新源、赵青、哈丽丹·阿不都卡德尔（女，维吾尔族）、哈斯也提·艾力（女，维吾尔族）、秦忠、热汗古丽·依米尔（女，维吾尔族）、热孜万古丽·加马力（女，维吾尔族）、热孜古丽·库拉洪（女，维吾尔族）、郭连山、席文海（回族）、唐士晟、黄卫、黄荣、雪克来提·扎克尔（维吾尔族）、塔里哈提·吾逊（哈萨克族）、斯尔江·托合提木拉提（哈萨克族）、董新光、曾存、富春丽（女，锡伯族）、富璞岩、穆合塔拜·沙迪克（女，乌孜别克族）

### 香港特别行政区（36名）
马逢国、马豪辉、王庭聪、王敏刚、卢瑞安、叶国谦、田北辰、史美伦（女）、刘佩琼（女）、刘柔芬（女）、刘健仪（女）、李少光、李引泉、杨耀忠、吴秋北、吴亮星、张明敏、张铁夫、陈勇、陈振彬、陈智思、范徐丽泰（女）、林顺潮、罗范椒芬（女）、郑耀棠、胡晓明、姚祖辉、黄友嘉、黄玉山、雷添良、蔡素玉（女）、蔡毅、廖长江、谭惠珠（女）、颜宝铃（女）、霍震寰

### 澳门特别行政区（12名）
刘艺良、李沛霖、何雪卿（女）、陆波、林笑云（女）、姚鸿明、贺一诚、高开贤、容永恩（女）、崔世平、梁玉华（女）、梁维特

### 台湾省（13名）
孔令智、朱台青、江尔雄（女）、杨晓红（女）、汪毅夫、张晓东、张雄、陈云英（女）、陈军（女，高山族）、陈清海、陈蔚文、符之冠、廖海鹰

### 解放军和武警部队（268名）
丁来杭、丁海春、丁继业、马伟明、马秋星、马晓天、王力、王久荣、王义、王文杰、王方（女，蒙古族）、王东、王东明、王永生、王华勇、王兆宇、王军、王国生、王明孝、王忠心、王波、王建民、王建国、王建昌、王树、王洪尧、王娜（女）、王振国、王莉（女）、王晓军、王海龙、王祥富、王维明、王维俊（女）、王喜斌、王朝田、王辉、巨孝成、牛炳祥、文敏（女）、邓伟（女，满族）、邓昌友、厉延明、龙义和、占国桥、卢胜军、卢锡城、田伟（土家族）、田修思、田鑫、冉崇伟、白文奇（蒙古族）、白建军、司启富、戎贵卿、西西玛（藏族）、曲海燕（女）、吕丁文、吕继宏、吕跃广、朱玉青（女）、朱发忠、朱晓芸（女）、任万德、华明、向南林、庄可柱、刘云海、刘从良、刘文力（女）、刘石磊（女，满族）、刘冬冬、刘成军、刘连昌、刘卓明、刘国龙、刘国治、刘忠、刘绍亮、刘洋（女）、刘振立、刘振来（回族）、刘振起、刘晓江、刘晓翠（女）、刘铮、刘焕民、刘联华、刘雷、刘新、刘源、刘福连、闫永祥、米合伦沙·阿不都（女，维吾尔族）、江勇西绕（藏族）、许伟、许其亮、许林平、许勇、孙大发、孙来沈、孙和荣、孙思敬、牟明滨、纪海泉、杜本印、杜洪强、杜恒岩、李小鹰（女）、李长才、李丹妮（女）、李凤山、李凤彪、李文刚、李世明、李光聚、李廷伟（土家族）、李安东、李贤玉（女，朝鲜族）、李爱平、李清印、李清和、李斌、李强、杨东明、杨成熙、杨建华、杨建亭、吴国华、吴胜利、邱文明、何映华、汪玉、汪金玉、汪建新、宋其文、宋琨、宋善玉、宋普选、迟万春、张又侠、张书国、张仕波、张永义、张军祥、张阳、张苇、张余亭、张鸣、张金成、张育林、张建平、张建华、张峰、张烨、张海阳、张展南、陈小工、陈平华、陈东登、陈再方、陈向东、陈舟、陈红海、陈林、陈杰、陈国令、陈雪礼、陈锦华、陈薇（女）、苗润奇、范长龙、尚雅琴（女，满族）、昂旺索南（藏族）、罗长坤、罗尕机（藏族）、罗府臣、周小周、周汉江、周兴铭、周来强、周林和、周彦青（女，布依族）、郑水成、郑传福、郑和、郑晖、单守勤（女）、郎友良、郎剑钊、房峰辉、孟莉（女）、赵克石、赵忠新、郝高潮、胡秀堂、胡修斌、哈里木拉提·阿不都热合满（维吾尔族）、钟志明、侯继振、饶开勋（回族）、姜勇、姜援朝、费玲（女）、贺江波、贺源（苗族）、秦卫江、秦生祥、秦保中、袁强、莫俊鹏、贾丹兵（女）、贾晓炜、徐宏亮、徐建中、徐朝光、凌峰、高光辉、高尚国、高潮、郭礼云、郭俊波、唐宏、谈卫红、黄汉标、黄永俭（女）、黄良平、黄跃进、黄献中、曹益民、曹清、盛斌、常万全、常天庆、崔玉玲（女）、崔永军、康非、章沁生、梁旭、梁晓婧（女）、董泽平、蒋乾麟、韩卫国、韩延林、韩庆波、韩瑜、景文春、舒清友、谢正谊、谢建华、谢虹、谢晓波、鲍俊涛、褚宏彬、蔡红霞（女）、蔺阿强、谭有金、谭健、谭晶（女）、熊家军、颜建刚、薛国强、薛爱国、戴云鹏、戴旭光、戴绍安（蒙古族）、戴洪生、魏凤和

## 代表变动情况

### 补选代表
- 北京市：巨晓林[5]
- 河北省：周本顺[6][7]
- 山西省：楼阳生[5]
- 内蒙古自治区：乌兰（女，蒙古族）[8][9]、布小林（女，蒙古族）[10]
- 辽宁省：李希[11]、岳喜芳（女）[8][9]、徐强[8][9]、肖盛峰[12]、潘利国[12]、陈求发（苗族）[13][14]、于会怀[15][16]、朱朝治（满族）[15][16]、马宝贵（满族）、马晓红（女）、王屴、王孝久、王作英（女）、王尚典、支艳茹（女）、毛丹（女）、尹济玉（女，朝鲜族）、尹清（女，朝鲜族）、卢俊、白雪峰、冯艳玲（女）、冯淑玲（女，满族）、庄艳（女）、买彦州（回族）、李天宝、李春建、李桂杰（女，满族）、杨艳（女）、吴红卫（女）、吴艳良、张乙明、张艳（女，满族）、张涛、陈秀艳（女）、陈继壮、武显东、林永忠、罗进（女）、庞辉（女）、单桂双（女）、姜有为、贺佳辉、栗生锐（满族）、高颖明（满族）、郭凯、唐复平、曾维、樊红艳（女，满族）
- 吉林省：蒋超良[5]、房俐（女）[15][16]
- 黑龙江省：陆昊[6][7]、刘忻[8][9]、杨汭[15][16]、张常荣[15][16]
- 上海市：李玉赋[17][18]
- 江苏省：缪瑞林[19][7]、石泰峰[15][16]
- 浙江省：张鸿铭[19]
- 安徽省：王学军[6][7]、李锦斌[20][21]
- 福建省：于伟国[15][16]、曹勇[15][16]
- 江西省：莫建成[19][7]、毛伟明[15][16]、郭安[15][16]
- 山东省：郭树清[6][7]
- 河南省：谢伏瞻[6][7]、孙廷喜[5]、张启生[5]
- 湖南省：杜家毫[6][7]、韩永文[15][16]
- 广东省：邓伟根[8][9]、卢淳杰[8][9]、李红军[8][9]、张泉[8][9]、罗俊[15][16]、龚稼立[15][16]、鲁毅[15][16]
- 海南省：刘赐贵[8][9]
- 四川省：陈光志[8][9]、赵世勇[8][9]、尹力[15][16]
- 贵州省：马长青（回族）[19]、孙志刚[15][16]
- 云南省：何严萍（女，傣族）[8][9]、杨应楠[8][9]、李宁[15][16]、张百如[15][16]
- 陕西省：胡和平[15][16]
- 甘肃省：刘天绪[15][16]、孙效东[15][16]、林铎[22]
- 青海省：郝鹏[6][7]
- 宁夏回族自治区：李建华[6][7]
- 新疆维吾尔自治区：肖开提·依明（维吾尔族）[13][14]

### 辞职代表
- 天津市：张继禹[23]
- 河北省：王义芳[22]、李志坚[24]
- 内蒙古自治区：侯凤岐[15][16]、陶淑菊[10]
- 辽宁省：王春成[25][9]、燕福龙[26]、李万才[12]、陈海波[12]、高宝玉[17]、刘福祥[23]、张国军[20][21]、王珉[27]
- 吉林省：田玉林[28][9]、徐建一[17]、柏广新[24]
- 黑龙江省：盖如垠[13][14]
- 江苏省：万建民[19]、于铁民[15][16]、许前飞[24]
- 浙江省：洪航勇[20][21]、吴蔚荣[15][16]
- 安徽省：方西屏[5][29]、曹勇[8][9]
- 福建省：苏树林[13][14]
- 江西省：刘水生[15][16]
- 山东省：荣兰祥[5][29]、宋作文[17]、赵胜轩[15][16]、杨鲁豫[10]
- 河南省：武予鲁[30][7]、刘国庆[11][9]、张泽保[26]、沈涛[13][14]、朱伟[27]、陈雪枫[27]、陈祥恩
- 湖北省：邓崎琳[13][14]、杨天然[24]
- 湖南省：张自银[15][16]
- 广东省：李兴华[31][7]、徐龙[30][7]、梁毅民[8][9]、马兴田[13][14]、李林楷[13][14]、司献民[15][16]、卢淳杰[22]、李刚[24]、彭建文[24]
- 贵州省：王术君[30][7]
- 四川省：栗东生[19]、何华章[28][9]、邓全忠[26]、罗勤宏[5][29]、黄顺福[8][9]、孙振田[23]、李广元[23]、高先海[20][21]
- 广西壮族自治区：银邦克[23]、许淑清[23]
- 西藏自治区：常小兵[15][16]
- 陕西省：燕君芳[15][16]
- 甘肃省：邢伟志[27]、王三运[24]
- 青海省：宗贻平[13][14]
- 新疆维吾尔自治区：周新源[23]
- 中国人民解放军：占国桥[23]、汪玉[20][21]、张鸣[10]、田修思[22]、周林和[22]、王喜斌
- 宁夏回族自治区：张八五[24]

### 罢免代表
- 河北省：周本顺[20][21]
- 山西省：金道铭[25][7]、丁雪峰[25][9]、袁玉珠[26]、刘建中[26][9]
- 内蒙古自治区：潘逸阳[26]
- 辽宁省：方威[11][9]、高宝玉[18]
- 黑龙江省：朱德义[19][9]、单增庆[26]、隋凤富[5][29]、李忠军[8][9]
- 上海市：冯军[8][9]
- 江苏省：季建业[30][7]
- 福建省：杨海[13][14]
- 江西省：周文斌[6][7]、陈安众[19][7]、苏荣[26][9]、陈卫民[5][29]
- 河南省：秦玉海[5][29]
- 广东省：梁耀辉[25][9]
- 重庆市：谭栖伟[11][9]、孙政才[32]
- 四川省：魏宏[15][16]
- 云南省：白恩培[26][9]、仇和[12]
- 陕西省：孙清云[13][14]
- 甘肃省：陆武成[8][9]、冯杰[23]
- 中国人民解放军：刘铮[8][9]、房峰辉

### 代表去世
- 北京市：高小宏[30][7]
- 天津市：刘凯欣[13][14]
- 河北省：王超[12]、程振维[13][14]、史书香
- 山西省：张家胜[13][14]
- 辽宁省：毛丰美[26]
- 浙江省：邵占维[33]
- 安徽省：韦江宏[26]
- 福建省：黄少萍[17][18]
- 山东省：赵志全[5]、王守东[15][16]
- 湖北省：杨泽柱[15][16]
- 广东省：王如松[5]、刘志强[5]
- 四川省：王东洲[10]
- 贵州省：石宗源[6][7]
- 云南省：方文信[19]、孔垂柱[28]、锁飞[20][21]
- 西藏自治区：郭毅力[31][34]
- 甘肃省：杨正平[31][7]
- 中国人民解放军：刘冬冬[35]、戴云鹏[20][21]、陈杰、张阳

### 单位变更
- 谭晶（转入云南省代表团）
- 王炳深、周毅（2014年转入北京市代表团）[36]
- 王晓（转入青海省代表团）、卜昌森（转入山西省代表团）、徐金鹏、梅永红（转入广东省代表团）、王爱国（转入新疆代表团）、孔凡群（转入山东省代表团）[37]

### 代表当选无效
- 辽宁省（因辽宁拉票贿选案）：于洪、王文良、王占柱、王守彬、王宝军、王春成、方威、包紫臣、曲宝学、朱景利、刘云文、刘芝旭、刘清莲（女）、刘福祥、齐牧、孙寿宽、李玉环（女）、李东齐、李海阳、杨敏（女）、何著胜、冷胜军、宋树新、张文成、张玉坤（女）、张占宇、张国军、张素荣（女）、张振勇、张晓芳（女）、张铁汉、金占忠、柳长庆、姜秀云（女）、姚庭财、耿洪臣、高宝玉、郭光华、常薇（女）、韩有波、惠凯、谢文彦、谭文华、燕福龙、魏立东[38][39]

### 引用
1. ↑  . 全国人民代表大会.   [2016-07-03]. （原始内容存档于2017-03-05）.
2. ↑  . 澎湃新闻.   [2019-12-16]. （原始内容存档于2019-06-04）.
3. ↑  . 澎湃新闻.   [2016-09-13]. （原始内容存档于2020-10-15）.
4. ↑  . 澎湃新闻.   [2016-09-13]. （原始内容存档于2019-06-03）.
5. 1 2 3 4 5 6 7 8 9 10 11 12 13 14  . 全国人民代表大会.   [2016-07-03]. （原始内容存档于2017-03-05）.
6. 1 2 3 4 5 6 7 8 9 10  . 全国人民代表大会.   [2016-07-03]. （原始内容存档于2017-03-05）.
7. 1 2 3 4 5 6 7 8 9 10 11 12 13 14 15 16 17 18 19 20 21  . 腾讯网.   [2014-02-27]. （原始内容存档于2014-03-02）.
8. 1 2 3 4 5 6 7 8 9 10 11 12 13 14 15 16 17 18 19 20  . 全国人民代表大会.   [2016-07-03]. （原始内容存档于2017-03-05）.
9. 1 2 3 4 5 6 7 8 9 10 11 12 13 14 15 16 17 18 19 20 21 22 23 24 25 26 27 28 29 30 31 32  . 新华网. 2015年2月28日  [2015-03-06]. （原始内容存档于2015-04-02）.
10. 1 2 3 4 5  . 新华网.   [2016-07-03]. （原始内容存档于2017-01-11）.
11. 1 2 3 4  . 全国人民代表大会.   [2016-07-03]. （原始内容存档于2017-03-05）.
12. 1 2 3 4 5 6  . 全国人民代表大会.   [2016-07-03]. （原始内容存档于2017-03-05）.
13. 1 2 3 4 5 6 7 8 9 10 11 12 13 14  . 全国人民代表大会.   [2016-07-03]. （原始内容存档于2017-03-05）.
14. 1 2 3 4 5 6 7 8 9 10 11 12 13 14  全国人民代表大会常务委员会. . 全国人民代表大会常务委员会. 2015年12月27日  [2016-01-09]. （原始内容存档于2017-07-28）.
15. 1 2 3 4 5 6 7 8 9 10 11 12 13 14 15 16 17 18 19 20 21 22 23 24 25 26 27 28 29 30 31 32 33  . 全国人民代表大会.   [2016-07-03]. （原始内容存档于2016-07-06）.
16. 1 2 3 4 5 6 7 8 9 10 11 12 13 14 15 16 17 18 19 20 21 22 23 24 25 26 27 28 29 30 31 32 33  新华社. . 新华社. 2016年2月26日  [2016-04-08]. （原始内容存档于2016年7月6日）.
17. 1 2 3 4 5  . 全国人民代表大会.   [2016-07-03]. （原始内容存档于2017-03-05）.
18. 1 2 3  . 新华社. 2015年7月1日  [2015年7月1日]. （原始内容存档于2015年7月2日）.
19. 1 2 3 4 5 6 7 8 9  . 全国人民代表大会.   [2016-07-03]. （原始内容存档于2017-03-05）.
20. 1 2 3 4 5 6 7 8  . 全国人民代表大会.   [2016-07-03]. （原始内容存档于2017-03-05）.
21. 1 2 3 4 5 6 7 8  . 全国人大. 2015年11月5日  [2016-01-09]. （原始内容存档于2016年12月13日）.
22. 1 2 3 4 5  . 澎湃新闻.   [2016-09-03]. （原始内容存档于2020-04-07）.
23. 1 2 3 4 5 6 7 8 9  . 全国人民代表大会.   [2016-07-03]. （原始内容存档于2017-03-05）.
24. 1 2 3 4 5 6 7 8  . 中国人大网.   [2017-09-06]. （原始内容存档于2017年9月6日）.
25. 1 2 3 4  . 全国人民代表大会.   [2016-07-03]. （原始内容存档于2017-03-05）.
26. 1 2 3 4 5 6 7 8 9 10 11  . 全国人民代表大会.   [2016-07-03]. （原始内容存档于2017-03-05）.
27. 1 2 3 4  . 全国人民代表大会.   [2016-07-03]. （原始内容存档于2016-06-29）.
28. 1 2 3  . 全国人民代表大会.   [2016-07-03]. （原始内容存档于2017-03-05）.
29. 1 2 3 4 5 6  十二届全国人大常委会第十二次会议. . 全国人大网. 2014年12月28日  [2016-01-09]. （原始内容存档于2016-03-05）.
30. 1 2 3 4 5  . 全国人民代表大会.   [2016-07-03]. （原始内容存档于2017-03-05）.
31. 1 2 3  . 全国人民代表大会.   [2016-07-03]. （原始内容存档于2017-03-05）.
32. ↑  . 新华网. 2017-11-04  [2017-11-04]. （原始内容存档于2017-11-07）.
33. ↑  . 新华网. 2013-03-06. （原始内容存档于2013-03-09）.
34. ↑  .   [2013-07-12]. （原始内容存档于2013-07-17）.
35. ↑  . 全国人民代表大会.   [2016-07-03]. （原始内容存档于2017-03-05）.
36. ↑  . 中国经济网. 2014-03-04  [2018-02-02]. （原始内容存档于2018-02-02）.
37. ↑  . 齐鲁网. 2017-03-02  [2018-02-10]. （原始内容存档于2018-02-11）.
38. ↑  新华网. . news.sina.com.cn. 2016-09-13  [2019-12-16]. （原始内容存档于2019-06-02）.
39. ↑  辽宁全国人大代表贿选案人物谱（之一），财新网，2016-09-13[]